# 1-я Кавказская казачья дивизия (ВСЮР)
1-я Кавказская казачья дивизия (1-я Кавказская конная дивизия) — военное соединение в составе Добровольческой армии и ВСЮР.

## История
Сформирована в августе 1918 в Отряде полковника Шкуро как Кубанская Партизанская отдельная бригада в составе 1-го и 2-го Партизанских, 1-го и 2-го Хопёрских, 1-го и 2-го Волгских полков.
9 (22) ноября развернута в дивизию, которая из-за включения в её состав не только кубанских, но и терских полков была переименована в 1-ю Кавказскую конную дивизию. 
Приказом от 15 (28) ноября в состав дивизии включены сформированные 1-й и 2-й Кубанские Партизанские казачьи конные, 1-й и 2-й Волгские и 1-й Терский Терского казачьего войска и 3-й Хопёрский полки.
8 (21) ноября в её состав вошёл Кавказский казачий конно-артиллерийский дивизион (2-я Кубанская казачья конная и  Терская казачья конно-горная батареи).
В ноябре 1918 — феврале 1919 входила в состав 3-го армейского корпуса генерала В. П. Ляхова, участвовала в освобождении от советских войск Минераловодского района, Терской области и взятии Владикавказа.
В январе 1919 Волгские полки переданы 1-й Терской казачьей дивизии.
В феврале 1919 переброшена в Донбасс на помощь частям Донской армии и 2-му армейскому корпусу В. З. Май-Маевского. Участвовала в рейде группы Шкуро по тылам 13-й армии и махновцев, затем вместе с 1-й Терской дивизией С. М. Топоркова входила в состав Сводного корпуса. 
12 (25) апреля 1919 в состав дивизии включена 8-я Кубанская казачья конная батарея.
1 (14) мая 1919 в состав дивизии включён Стрелковый полк, сформированный генералом Шкуро во время донбасского рейда из числа пленных красноармейцев, как стрелковый батальон при дивизии (500 чел.)
15 (28) мая включена в состав 3-го конного корпуса Добровольческой армии, действовала на московском направлении и против войск Махно. К 1 (14) июня в состав дивизии входили: 1-й и 2-й Хопёрские Кубанского казачьего войска и 1-й и 2-й Кубанские Партизанские казачьи конные полки, Волчья сотня, Кавказский казачий конно-артиллерийский дивизион (2-я и 8-я Кубанские казачьи конные батареи) и Стрелковый полк дивизии. 
В начале осени 1919 в состав дивизии входили: 1-й, 2-й и 3-й Хопёрские Кубанского казачьего войска полки, стрелковый полк и Кавказский казачий конно-артиллерийский дивизион.
На 5 (18) октября 1919 включала следующие части:
- 1-й Хопёрский Кубанского казачьего войска полк
- 2-й Хопёрский Кубанского казачьего войска полк
- 1-й Партизанский Кубанского казачьего войска полк (придан из состава 1-й конной дивизии)
- 2-й Партизанский Кубанского казачьего войска полк
- Стрелковый полк 1-й Кавказской казачьей дивизии
- 2-я и 3-я Кубанские казачьи батареи

Всего 980 штыков и 1341 сабля при 81 пулемёте и 8 орудиях. Кроме этого, при дивизии состояли: 
- Волчий дивизион Шкуро (538 сабель, 8 пулемётов)
- Отдельный сводный дивизион 4-й отдельной Кавказской бригады (215 штыков, 140 сабель, 8 пулемётов)
- нештатная партизанская батарея (4 орудия)
- 1-я и 2-я 1-го стрелкового артдивизиона батареи (8 орудий)

В конце 1919 в состав дивизии входил Сводно-кавалерийский полк.
После Новороссийской катастрофы приказом от 6 (19) мая 1920, дивизия, состоявшая из 1-го и 2-го Кубанских Партизанских и 1-го и 2-го Хопёрских полков, расформирована.

## Начальники дивизии
- Полковник (затем генерал-майор) А. Г. Шкуро — 8 (21) августа 1918 — май 1919
- Полковник П. А. Офросимов (врио) — ноябрь — декабрь 1918
- Полковник В. Т. Бегиев (врио) — декабрь 1918 — 7 (20) января 1919
- Генерал-майор (затем генерал-лейтенант) А. А. Губин — 14 (27) мая — октябрь 1919
- Генерал-майор А. М. Шифнер-Маркевич (врио) — 15 (28) мая — июнь 1919

## Начальники штаба
- Полковник А. М. Шифнер-Маркевич — 6 (19) сентября 1918 — 15 (28) мая 1919
- Полковник В. И. Соколовский — с 8 (21) июня 1919

## Командиры бригад
1-я:
- Полковник (затем генерал-майор) П. К. Беломестнов — январь 1919
- Генерал от кавалерии В. А. Ирманов — февраль — 23 октября (5 ноября) 1919

2-я:
- Генерал-майор А. А. Губин — 21—27 марта (3—9 апреля) 1919
- Полковник П. Г. Бочаров